# Kurozuka
Kurozuka (яп. 黒塚 Куродзука) — манга, автором которой является Баку Юмэмакура, а иллюстратором Такаси Ногути. Впервые публиковалась издательством Shueisha в журнале Super Jump с 6 января 2003 года по 12 декабря 2006 года. Всего выпущено 10 томов манги. Автора манги вдохновил сюжет японского танца-драмы «Куродзука» 1939 года. По сюжету драмы главную героиню-людоеда зовут Куромицу, а главного героя Минамото но Ёсицунэ.
На основе сюжета манги студией Madhouse был выпущен аниме-сериал и транслировался по телеканалу Animax с 7 октября по 23 декабря 2008 года. Всего выпущено 12 серий аниме.

## Сюжет
Япония, эпоха Хэйан. Молодой господин Минамото но Ёсицунэ или просто Куро вместе со своим слугой-монахом сбегают в лес в результате преследования некой организации. Они забредают в хижину, где живёт необычная женщина по имени Куромицу. Она тепло принимает их. Куро тяжело заболевает. Хозяйка влюбляется в Куро с первого взгляда, а тот вскоре узнаёт, что она Вампир. В лесу под деревом Куро и Куромицу дают друг другу клятву вечной любви и Куромицу даёт ему свою кровь. На обоих нападают некие наёмники, а слуга-монах обезглавливает самого Куро. Он просыпается в неком месте и оказывается в далёком будущем. Практически всю землю контролирует так называемая «Красная империя», которая время от времени совершает рейды на людей. Куро же должен найти Куромицу и понять, что он такое есть и отправляется на долгие поиски.

## Список персонажей
Минамото но Ёсицунэ (яп. クロウ Куро:) — главный герой истории. В результате преследования он забрёл в хижину, где его тепло приняла женщина, но при условии, что он не станет входить в её комнату. Однако он нарушил обещание и увидел, что она является вампиром. После того, как на хижину нападают наёмные убийцы и смертельно ранят Куро, Куромицу решает сделать его тоже вампиром. Вскоре однако Куро окажется обезглавленным и проснётся в будущем, где цивилизация почти уничтожена. Куро узнаёт, что Куромицу всё ещё жива и продолжает искать её. Время от времени Куро преследуют некие воспоминания, связанные с Куромицу. В конце выясняется, что Куро на протяжении 1000 лет перерождался, и каждый раз его убивала Куромицу, ссылаясь на то, что он ещё не завершённый вампир. И всегда перед смертью Куро лишившись памяти снова и снова искал Куромицу и та обезглавливала его. Куро снова перерождается, цивилизация в Японии снова возрождается, однако «красная империя» продолжает терроризировать общество. Куро же снова ищет Куромицу.
Сэйю: Мамору Мияно
Куромицу (яп. 黒蜜 Куромицу) — женщина-вампир. До первой встречи с Куро, прожила уже 8 веков. Именно она обратила Куро в вампира и обрекла его на то, что он вечно должен её искать, каждый раз умирая. Она тепло принимает гостей, но если у тех злые намерения, беспощадно убивает. Была обращена на берегу моря незнакомцем.
Сэйю: Роми Паку
Бэнкэй (яп. 弁慶 Бэнкэй) — монах и телохранитель Куро. Вместе с ним забрёл в хижину Куромицу и вскоре отправился за лекарствами для Куро. Он с первого взгляда влюбился в Куромицу, но та заботилась только о Куро. Бэнкея охватила страшная зависть и не выдержав, он в ярости напал на новообращённого Куро и обезглавил его. Капля крови Куро попала в рот Бэнкея и он тоже превратился в вампира, но так как на тот момент Куро не полностью обратился в вампира, Бэнкэй стал неполноценным вампиром, так он подвержен старению, хоть и в 10 раз медленнее. В будущем стал главой «красной империи», но умер от меча Куро.
Сэйю: Дзёдзи Наката
Карута (яп. 歌留多 Карута) — член организации, которая борется с «красной империей». Первый, с кем вошёл в контакт Куро после перерождения. Отлично водит машину. Во время попытки проникнуть в штаб красной империи, был смертельно ранен.
Сэйю: Кэйдзи Фудзивара
Куон (яп. 久遠 Куон) — член оппозиции. Очень тихий. Отлично владеет огнестрельным оружием. Позже выясняется, что он является одним из клонов того вампира, который когда то обратил Куромицу. Сама Куромицу желала обезглавить его, чтобы положить на колени Куро. Был убит Куро.
Сэйю: Мию Ирино
Идзана (яп. 居座魚 Идзана) — глава оппозиционной организации. Во время перестрелки с солдатами красной армии, ввёл в себя дозу крови вампира, но его тело не выдержало изменений и разорвалось на части.
Сэйю: Кадзухико Иноуэ
Кагэцу (яп. 花月 Кагэцу) — одна из высших членов красной армии. Она не человек, но и не вампир. Очень дерзкая и самоуверенная. Управляет виноградной лозой, которой душит жертв и противников и пронзает их как лезвия. Была убита Куромицу.
Сэйю: Тосико Фудзита
Курумадзо (яп. 車僧 Курумадзо:) — напарник Кагэцу. Выглядит, как маленький старик с панцирем на спине, но на самом деле очень сильный и проворный. Общается с людьми, задавая им вопросы и головоломки, если же ответ не удовлетворяет, то Курумадзо убивает человека. Также он способен проникать в подсознание человека и создавать галлюцинации, вынуждая его покончить жизнь самоубийством.
Сэйю: Бандзё Гинга
Рай (яп. ライ Рай) — член оппозиции, долгое время следовала за Куро и влюбилась в него. Однако была убита Куоном и сброшена с высоты штаба красной армии. В конце, истории, когда Куро перерождается, она тоже перерождается и занимает иную должность в городе.
Сэйю: Хоко Кувасима
Кагэцу (яп. 花月 Кагэцу)
Сэйю: Каори Ямагата
Томба (яп. トンバ Томба)
Сэйю: Кэн Уо
Хасэгава (яп. 長谷川 Хасэгава)
Сэйю: Тору Окава

## Список серий аниме
| #  | Название                                         | Дата выхода      |
| -- | ------------------------------------------------ | ---------------- |
| 01 | The Plain of Adachi-ga-hara «Адати гэн» (安達原) | 7 октября, 2008  |
| 02 | The Tomb of Karma «Иннэн цука» (因縁塚)          | 14 октября, 2008 |
| 03 | Asuka «Асука» (明日香)                           | 21 октября, 2008 |
| 04 | Haniwa Man «Ханива дзин» (埴輪人)                | 28 октября, 2008 |
| 05 | Saniwa «Санива» (沙仁輪)                         | 4 ноября, 2008   |
| 06 | Miitsu «Миицу» (御稜威)                          | 11 ноября, 2008  |
| 07 | Kagura Village «Кагура мура» (神楽村)            | 18 ноября, 2008  |
| 08 | The Ghost-Weep Vine «Кикоку цута» (鬼哭蔦)       | 25 ноября, 2008  |
| 09 | Running the Gauntlet «Со: фу: ка» (走風火)       | 2 декабря, 2008  |
| 10 | The Castle of Mirage «Гэнъэй дзё:» (幻影城)      | 9 декабря, 2008  |
| 11 | The Unending War «Икуса риннэ» (戦輪廻)          | 16 декабря, 2008 |
| 12 | The Black Tomb «Куро но дзука» (黒の塚)          | 23 декабря, 2008 |

## Критика
Представитель сайта Anime News Network, Карл Кимлингер отметил, что начало аниме-сериала выдалось не очень хорошо, в частности ситуация во многом схожа с фильмом ужасов Пятница, 13-е однако позже подход меняется, сцена переполнена сюрреалистической атмосферой ужаса, нарастанием напряжения и зловещей романтики, в этом плане сериал имеет много общего с фильмом Кайдан. Самурай и главный герой красиво жесток.